# Récepteur sensoriel
Un récepteur sensoriel ou sensitif est une cellule capable de recevoir  un stimulus provenant du milieu extérieur et de le transmettre directement vers le cerveau (centre moteur)par une fibre nerveuse.Arrivé au seuil de l'excitation, ce dernier donne naissance à l'influx nerveux sensitif.
Dans un système sensoriel, un récepteur sensoriel est une structure capable d'être activée par un stimulus dans l'environnement interne ou externe d'un organisme vivant. En réponse à ce stimulus, le récepteur peut amorcer une transduction par potentiel électrochimique ou potentiel d'action sur la même cellule ou sur une cellule adjacente.

## Classifications
Il existe plusieurs façons pour classifier les récepteurs sensoriels, selon le type de stimuli perçu, selon leur emplacement ou par morphologie (complexité de leurs terminaisons nerveuses). 

### Classification selon le type de stimulus
Les récepteurs sensoriels peuvent être classés selon le type de stimulus auxquels ils répondent : 
- les chimiorécepteurs répondent aux stimuli chimiques (goût, odorat, variations PaO2-PaCO2 dans le milieu intérieur)
- les mécanorécepteurs répondent aux déformations mécaniques (sensibilité tactile[1] des dents)
- les thermorécepteurs répondent aux variations de température
- les photorécepteurs répondent aux changements de luminosité (vue)
- les barorécepteurs répondent à la pression (pression arterielle)
- les osmorécepteurs répondent aux variations des gradients osmotiques d'un fluide (osmolarité)
- les propriorécepteurs fournissent le sens de la position, indispensables pour l'équilibre statique (gravité terrestre) et évaluer la position réciproque de chaque segment du corps
- les nocicepteurs  répondent à la sensation de douleur
- les hydrorécepteurs répondant aux changements d'humidité
- les tonorécepteurs répondent aux vibrations quelconques
- les électrorécepteurs répondent aux variations de champs électriques

### Classification selon l'emplacement
On distingue : 
- les extérocepteurs situés à la périphérie de l'organisme qui captent des stimuli en provenance du milieu extérieur.
- les propriocepteurs situés au sein d'un organe qui détectent des stimuli en provenance de l'organe lui-même.
- les intérocepteurs placés à l'intérieur de l'organisme qui captent des stimuli en provenance du milieu intérieur (sensibilité viscérale). Par exemple: les glucorécepteurs (situés dans le pancréas exocrine) ou encore les barorécepteurs (au niveau de l'oreillette, l'aorte, et la carotide)

## Composition
Ils se composent de :
- les terminaisons nerveuses libres, récepteurs de la douleur et de la température ;
- le corpuscule tactile capsule, récepteur du toucher ;
- le corpuscule lamelleux, récepteur de la pression intense ;
- le fuseau neurotendineux, propriocepteur ;
- le fuseau neuromusculaire, propriocepteur.